# مدیریت دوره عمر اطلاعات

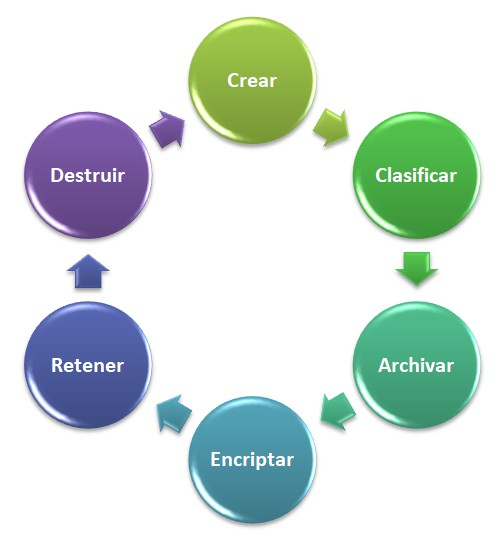
چرخه مدیریت دوره عمر اطلاعات

مدیریت دوره عمر اطلاعات یا ILM (به انگلیسی: Information Lifecycle Management) به مدیریت مجموعه از ابزارهای نرم‌افزاری گفته می‌شود که وظیفه مدیریت محل ذخیره‌سازی، کنترل دسترسی، مدیریت کپی‌های پشتیبان و در تعریفی کلی اجرای فرایندهایی را برعهده دارند که اطلاعات را به کم هزینه‌ترین روش ممکن و با بهینهترین دسترسی در اختیار نگه دارند.
بهره‌گیری از چنین سامانه‌هایی در سازمان‌ها متوسط و بزرگ به دلیل نرخ رشد اطلاعات و هرج و مرج یا حداقل هزینه بالایی که به دلیل نگهداری از حجم بالایی از اطلاعات حاصل می‌گردند یک ضرورت بوده و تقریباً کلیه سازمان‌ها در سطوح مختلفی از چنین راهکارهایی استفاده می‌نمایند.
نخستین گام در استفاده از چنین سامانه‌هایی شناسایی دارایی‌های اطلاعاتی سازمان می‌باشد. برای یک مدیریت صحیح اول لازم است بدانیم چه داده‌ّهایی را نگهداری می‌کنیم ٫ این داده‌ها در چه زمانی تولید شده‌اند، متعلق به چه کسی هستند و تا کی و با چه میزان دسترسی به کار خواهند رفت. بنا بر این در شکل بسیار ساده باید بدانیم چه اطلاعاتی داریم و می‌خواهیم از آن‌ها به چه شیوه‌ای بهره بگیریم.
سامانه‌ای که به ما کمک می‌کند پس از تولید اطلاعات، محل ذخیره‌سازی ٫طول مدت ذخیره‌سازی، سرعت مورد نیاز برای دسترسی‌های آتی ٫امنیت و زمان زدودن اطلاعات را مشخص نماییم و به شکل خودکار آن سیاست‌ها را بر روی اطلاعات و سرورهای ذخیره‌سازی اعمال می‌نماید.